# Locust (Carolina do Norte)
Locust é uma cidade localizada no estado norte-americano de Carolina do Norte, no Condado de Cabarrus e Condado de Stanly.

## Demografia
Segundo o censo norte-americano de 2000, a sua população era de 2416 habitantes.
Em 2006, foi estimada uma população de 2562, um aumento de 146 (6.0%).

## Geografia
De acordo com o United States Census Bureau tem uma área de 13,3 km², dos quais 13,3 km² cobertos por terra e 0,0 km² cobertos por água. Locust localiza-se a aproximadamente 164 m acima do nível do mar.

## Localidades na vizinhança
O diagrama seguinte representa as localidades num raio de 24 km ao redor de Locust.